# Mary Baker Eddy
Mary Baker Eddy (Bow, Nuevo Hampshire, 16 de julio de 1821-Chesnut Hill, Massachusetts, 3 de diciembre de 1910) fue una escritora estadounidense, fundadora de la ciencia cristiana. En 1866 afirmó haber descubierto el mismo principio divino que utilizó Jesucristo y haberse curado a sí misma de daños críticos en la columna vertebral tras sufrir una caída en el hielo el 1 de febrero de ese año en Lynn, Massachusetts. En su obra Retrospección e Introspección, se encuentran «las experiencias que la guiaron, en 1866, al desarrollo del sistema que denominó ciencia cristiana».

## Biografía
En 1875 publicó la primera edición del libro Ciencia y salud con clave de las Escrituras, el pilar de la religión que fundó. En esta obra manifestó que "el Principio divino de la curación se comprueba en la experiencia personal de cualquier investigador sincero de la Verdad" y que tal fue su caso.
En 1879 fundó la Iglesia de Cristo, Científico.
A lo largo de su carrera, Mary Baker Eddy fundó numerosas publicaciones. En 1898 fundó la Sociedad Editora de la Ciencia Cristiana, encargada hasta nuestros días de la publicación de sus escritos y de revistas periódicas como el The Christian Science Journal, el Christian Science Sentinel, El Heraldo de la Ciencia Cristiana y el Cuaderno Trimestral de la Ciencia Cristiana.
En 1908 fundó el periódico The Christian Science Monitor, ganador de siete premios Pulitzer, parcialmente como respuesta al periodismo sensacionalista de su época, que seguía el desarrollo de las actividades de la señora Eddy con un exacerbado entusiasmo y variados grados de exactitud.[cita requerida]
Mary Baker Eddy propugnaba la restitución, mediante su iglesia y el sistema de curación por ella desarrollado, de un cristianismo más acorde con el primitivo y que restaurase su "perdido elemento de curación".

## Primeros años

### Bow, Nueva Hampshire

#### Familia

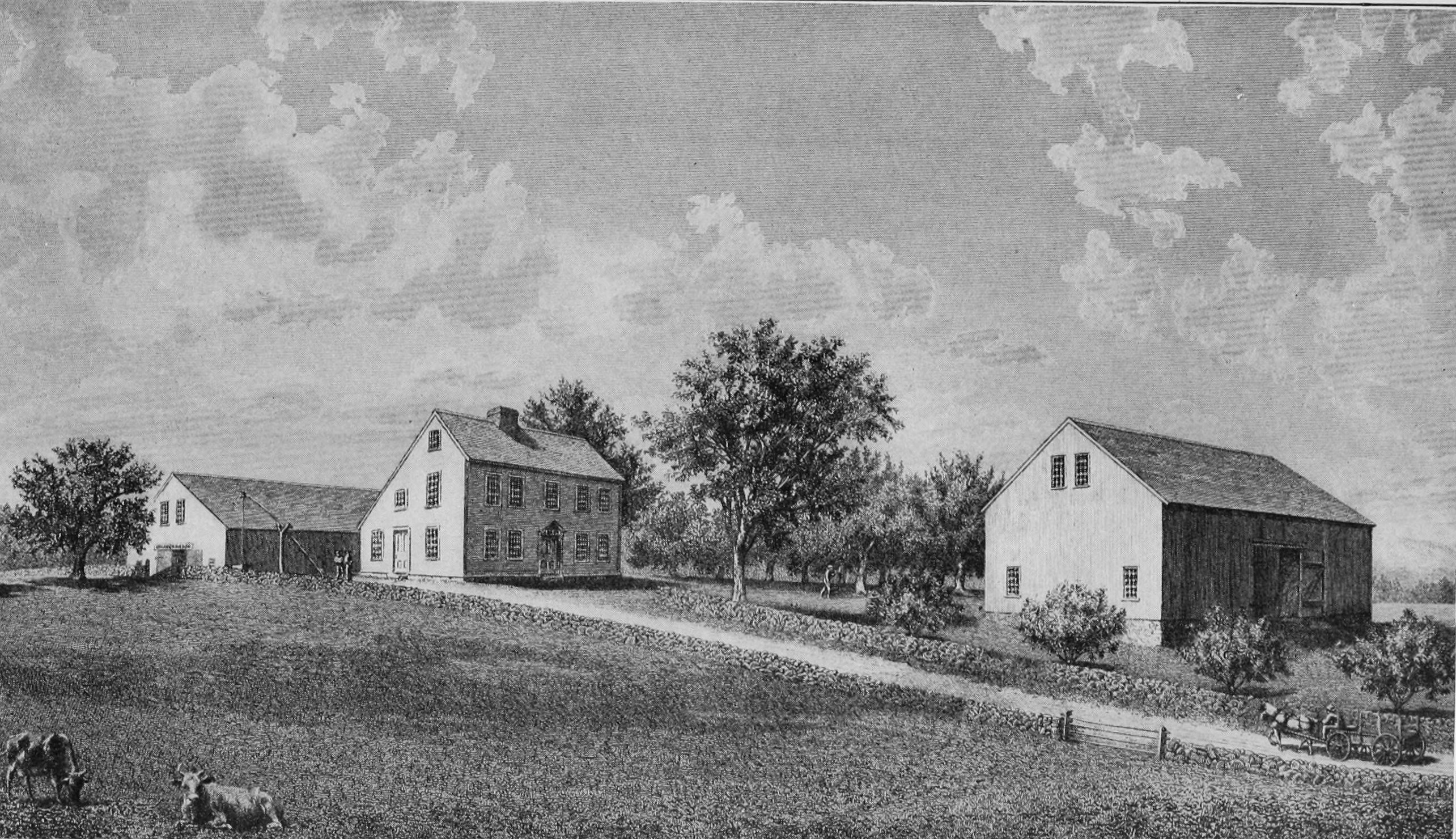
Lugar de nacimiento de Eddy

Eddy nació como Mary Morse Baker en una casa de labor en Bow (Nuevo Hampshire), hija del granjero Mark Baker (muerto en 1865) y de su esposa Abigail Barnard Baker, apellidada Ambrose de soltera (murió en 1849). Eddy era la más joven de los seis hijos de los Baker.
Mark Baker era un hombre fuertemente religioso, de trasfondo protestante congregacionista, un firme creyente en el juicio final y la condenación eterna. Persona de carácter airado, sus hijos heredaron el temperamento de su padre y también su buena apariencia, y Eddy se hizo conocida como la belleza del pueblo. En este ambiente, su infancia y juventud fue espartana y tediosa, con largas sesiones de oración y mucho trabajo.

#### Salud

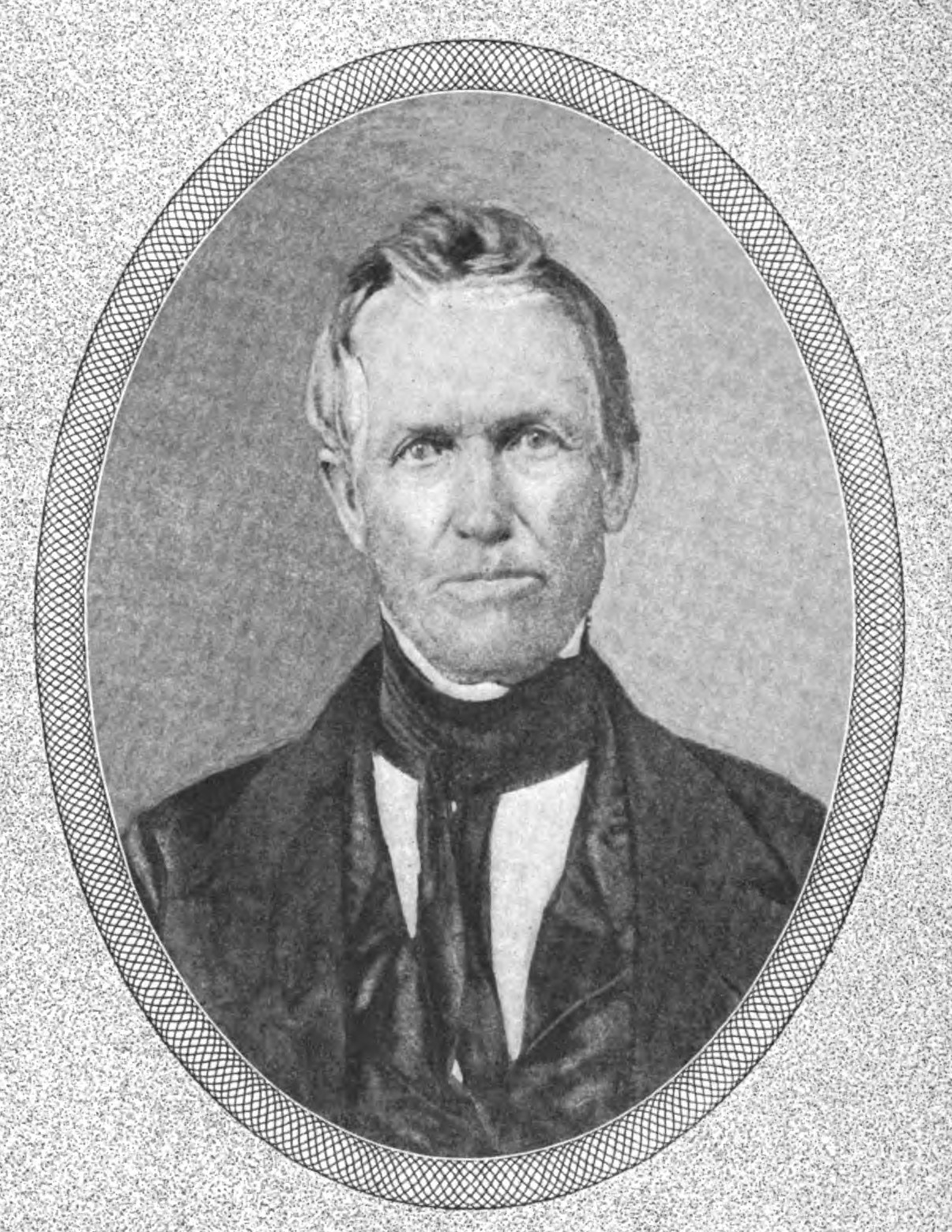
Mark Baker

Las relaciones entre Eddy y su padre nunca fueron buenas, y se dice que la joven experimentaba episodios psicóticos repentinos para intentar controlar la voluntad de su progenitor.
Sus crónicos problemas de salud, en parte provocados por la malnutrición y por la práctica sin control de dietas presuntamente saludables, despertaron su interés por los más diversos métodos curativos.

### Tilton, Nueva Hampshire

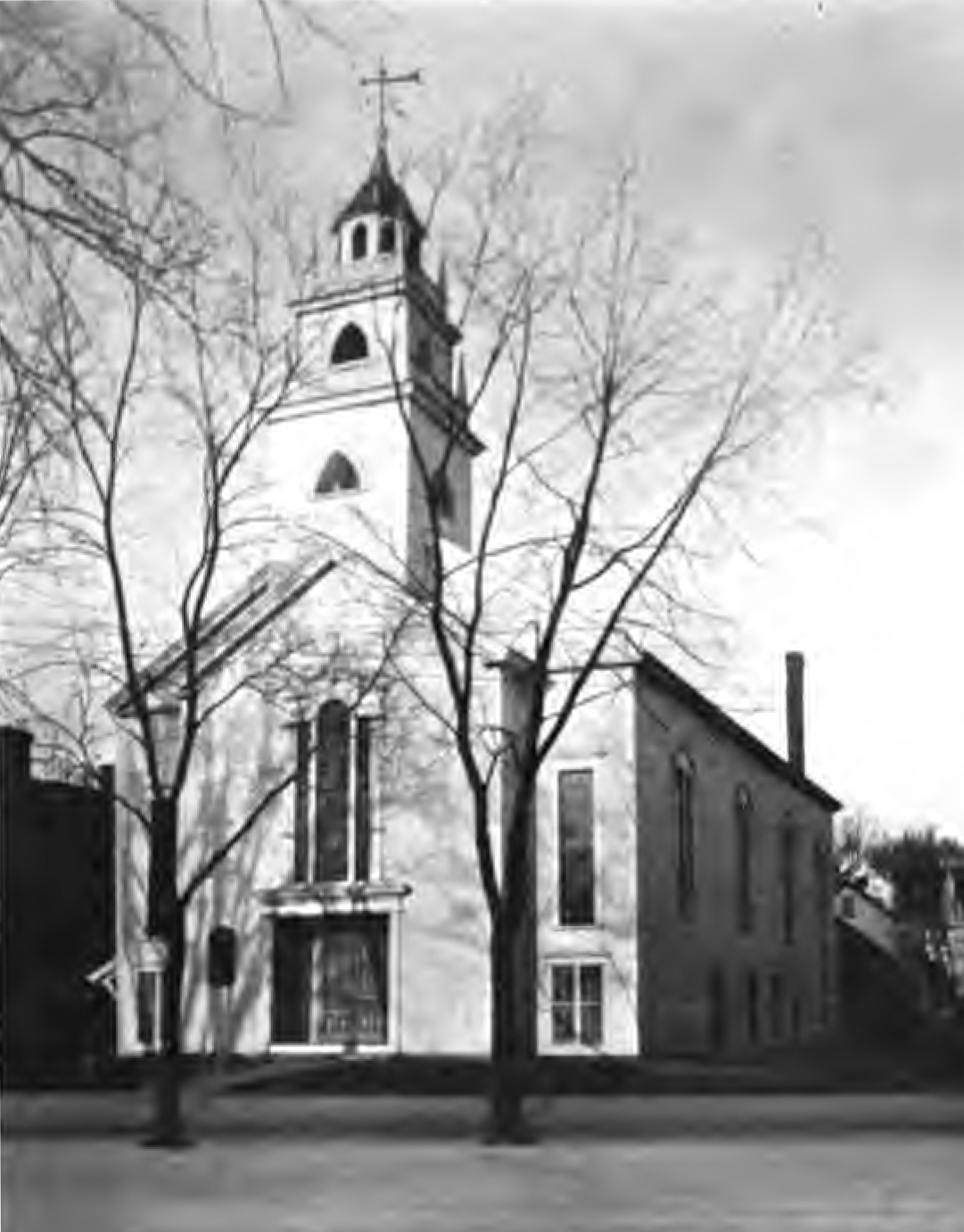
Iglesia congregacional en Tilton (Nuevo Hampshire), a la que Eddy acudía.

En 1836, cuando Eddy tenía quince años, los Baker se mudaron a veinte millas a Sanbornton Bridge, New Hampshire, conocido después de 1869 como Tilton, donde tuvo la oportunidad de instruirse en distintas escuelas locales,recibiendo lecciones de lenguas antiguas de su hermano Albert. Completó su educación en la Academia Holmes en Plymouth y en la Academia Sanbornton en Bridge, donde llegó a trabajar como instructora suplente.
A los 17 años fue recibida en la iglesia Congregacional de Tilton, donde discutió la idea de la predestinación con el pastor durante el examen de membresía. La idea de la predestinación y de la condenación eterna la hicieron enfermar, experimentando a continuación según sus propias palabras un episodio de sanación por la oración.

### Matrimonio, viudez

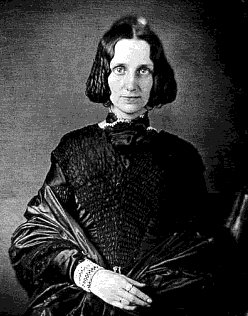
Eddy en la década de 1850.

En 1844 se instaló en Charleston (Carolina del Sur) con su primer marido, George Washington Glover, que murió de fiebre amarilla mientras vivían en Wilmington (Carolina del Norte) después de seis meses de casamiento. Eddy estaba embarazada de seis meses y tuvo que regresar a New Hampshire, donde nació su único hijo, George Washington II. Agotada física y mentalmente, trató de ganarse la vida escribiendo artículos para el New Hampshire Patriot y para varios Odd Fellows y publicaciones masónicas.
La muerte de su madre en 1849 fue seguida tres semanas después por la de su prometido, el abogado John Bartlett. En 1850, perdió la custodia de su hijo, que pasó al cuidado de los servicios sociales.

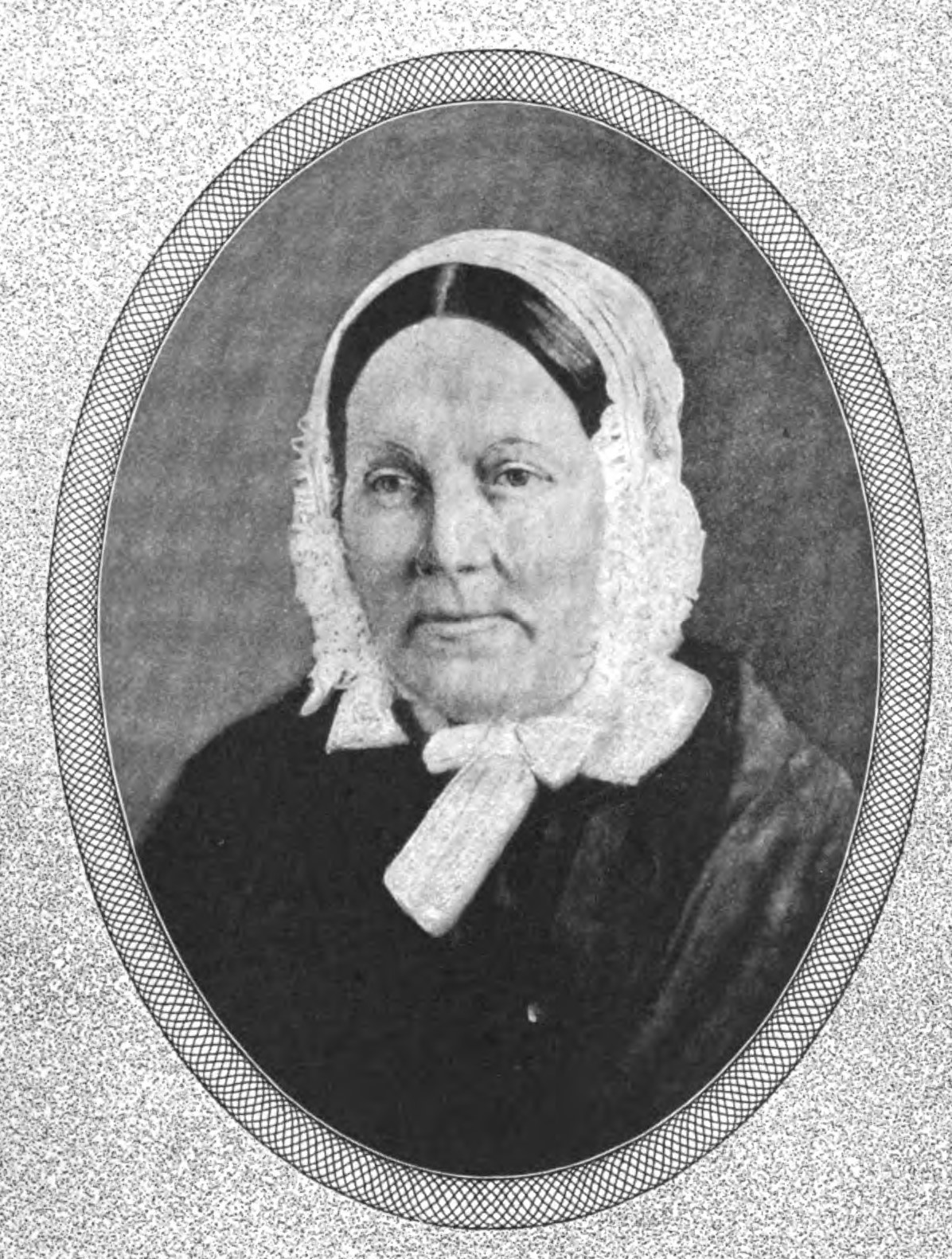
Elizabeth Patterson Duncan Baker, segunda esposa de Mark Baker

Su padre, Mark Baker, se había vuelto a casar en 1850; y al parecer le dejó claro a Eddy que su hijo no sería bienvenido en el nuevo hogar conyugal.
George fue enviado a quedarse con varios parientes, y Eddy decidió vivir con su hermana Abigail. Aparentemente, Abigail también se negó a aceptar a George, que entonces tenía seis años. Aunque Eddy se casó por segunda vez en 1853 con el dentista Daniel Patterson, perdió el contacto con su hijo George, al que no volvió a ver hasta 25 años después.

## Estudios con Phineas Quimby

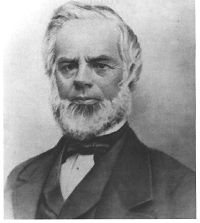
Los métodos de Eddy deben mucho a las prácticas de Phineas Quimby y a la homeopatía.

En octubre de 1862, Eddy se convirtió en paciente de Phineas Quimby, un sanador mesmerista de Maine. Entre 1862 y 1865, Quimby y Eddy entablaron largas discusiones sobre los métodos de curación practicados por Quimby y otros, como el mesmerismo o la hipnosis, que ella acabó refutando.

## Caída en Swampscott
En 1866, Eddy sufrió una caída al resbalar sobre el hielo mientras caminaba en Swampscott (Massachusetts), causándose una presunta lesión en la columna. Tres días después, sanó de su "parálisis", curación que atribuyó a su lectura de la biblia.

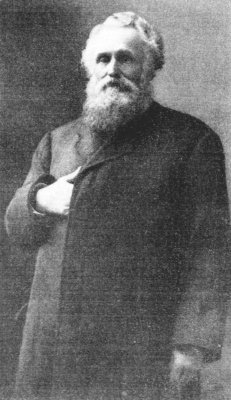
George Washington Glover II, el hijo de Mary Baker Eddy

Más adelante presentó una demanda contra la ciudad de Lynn por su lesión, con el argumento de que "todavía estaba sufriendo los efectos de la caída" (aunque posteriormente retiró la demanda). Sus vecinos creían que su repentina recuperación era casi un milagro. Sin embargo, el médico que atendió a Eddy, Alvin M. Cushing, un homeópata, testificó bajo juramento que "en ningún momento declaró, ni creyó, que no hubiese esperanza para la recuperación de la Sra. Patterson, o que estaba en estado crítico".
Eddy escribió en su autobiografía, "Retrospección e introspección", que dedicó los siguientes tres años de su vida al estudio bíblico y a lo que ella consideró el descubrimiento de la Ciencia Cristiana. Estaba convencida de que "la enfermedad podía sanarse a través de un pensamiento despertado, provocado por una percepción más clara de Dios y el rechazo explícito de los medicamentos, la higiene y la medicina, basado en la observación de que Jesús no usó estos métodos para sanar".

## Espiritualismo
Eddy se separó de su segundo marido Daniel Patterson, después de lo cual se alojó durante cuatro años con varias familias en Lynn, Amesbury y en otros lugares. Sus amigos durante estos años fueron en general espiritistas; y parece haberse autoproclamado espiritualista y haber participado en sesiones. Su primer anuncio como curandera apareció en 1868, en el periódico espiritualista La Bandera de la Luz. Durante estos años, llevaba consigo una copia de uno de los manuscritos de Quimby que contenía un resumen de su filosofía.

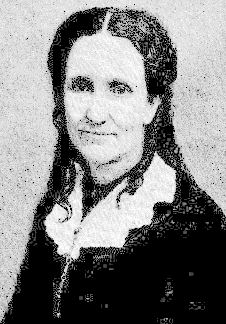
Eddy durante su estancia en Lynn, MA, 1871

Eddy distinguió claramente la Ciencia Cristiana del Espiritualismo. Algunos investigadores afirman que actuó como canalizadora de trance y trabajó en Boston como médium, dando sesiones espiritistas públicas por dinero.
En sesiones posteriores, intentaría convertir a su audiencia para que aceptara la Ciencia Cristiana. Aunque mostró una gran familiaridad con la práctica espiritualista, la denunció en sus escritos sobre la Ciencia Cristiana.

## Divorcio y publicación de su trabajo
Se divorció de Daniel Patterson por adulterio en 1873. Publicó en 1875 un libro titulado Ciencia y Salud (años más tarde retitulado Ciencia y salud con clave de las Escrituras) que llamó el libro de texto de la Ciencia Cristiana. La primera edición fue de 1000 copias, que ella misma publicó. Durante estos años, enseñó lo que consideraba la ciencia del "cristianismo primitivo" para al menos 800 personas. Muchos de sus alumnos se convirtieron en sanadores. Las últimas 100 páginas de "Ciencia y Salud" (capítulo titulado "Fruitage") contienen testimonios de personas que afirmaron haber sido sanadas al leer su libro. Realizó numerosas revisiones de su libro desde el momento de su primera publicación hasta poco antes de su muerte.
En 1877, se casó con Asa Gilbert Eddy; en 1882, se mudaron a Boston, y murió ese mismo año.

## Acusaciones de plagio
Phineas Quimby había usado antes que Eddy el término "Ciencia Cristiana" para describir su trabajo. Escritores como Martin Gardner opinan que Eddy tomó muchas de sus ideas de Quimby sin darle ningún tipo de crédito. También citó ciertos pasajes de una traducción al inglés del Bhagavad-gītā, pero luego fueron eliminados. Según Gill, en la revisión de 1891, Eddy eliminó de su libro todas las referencias a religiones orientales, que su editor, el Reverendo James Henry Wiggin, había introducido.

## Construyendo una iglesia

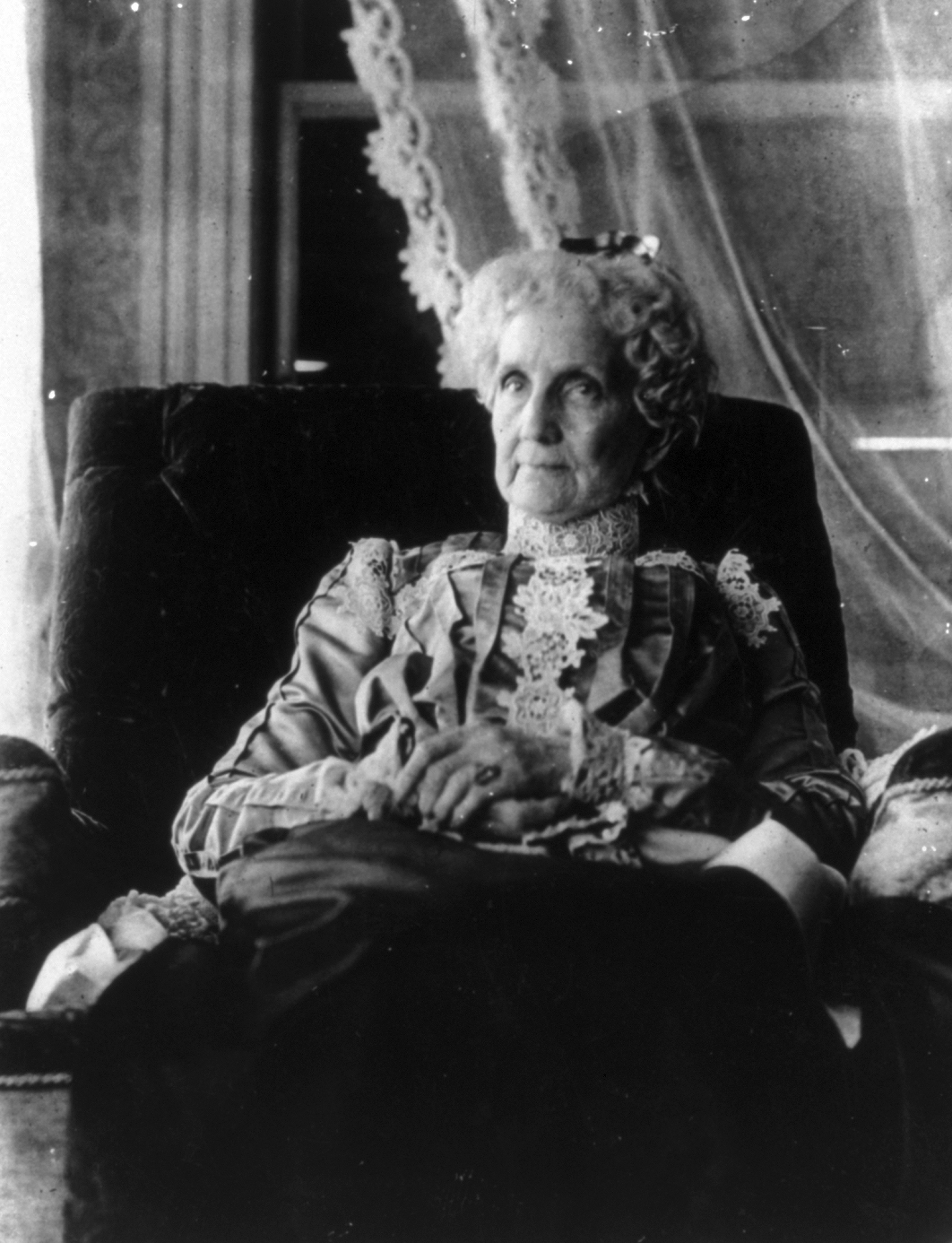
Mary Baker G. Eddy en sus últimos años

Eddy dedicó el resto de su vida al establecimiento de su iglesia, escribiendo sus estatutos, El Manual of The Mother Church, y revisando Ciencia y Salud. En 1879 fundó con sus alumnos la Iglesia de Cristo, Científica. En 1892, bajo la dirección de Eddy, la iglesia se reorganizó como La Primera Iglesia de Cristo, Científica. En 1881, fundó el Massachusetts Metaphysical College, donde enseñó a unos 800 estudiantes entre los años 1882 y 1889, cuando lo cerró. Eddy cobró a cada uno de sus estudiantes 300 dólares por la matrícula. Esta era una gran suma para la época, y generó una considerable controversia.
En 1888, abrió en Boston una sala de lectura en la que se vendían Biblias, sus escritos y otras publicaciones. Este modelo pronto sería replicado, y las iglesias filiales en todo el mundo mantienen hoy más de 1200 Salas de Lectura de Ciencia Cristiana.
En 1898, fundó The Christian Science Publishing Society, que se convirtió en la editorial de numerosas publicaciones lanzadas por ella y por sus seguidores.

## Magnetismo animal malicioso
Eddy supuso que existía un proceso opuesto a la curación a través de la fe al que llamó "magnetismo animal malicioso". Creía que un curandero poco experimentado podría perjudicar inadvertidamente a un paciente a través del uso no iluminado de sus poderes mentales, y que las personas menos escrupulosas podían usarlo conscientemente para perjudicar.
En 1872 Eddy tuvo una discusión con su estudiante Richard Kennedy, que fue expulsado de la ciencia cristiana. Más tarde llegó a creer que estaba usando poderes mentales para destruirla, así que ordenó a sus alumnos "movilizar toda su energía mental para combatirlo". La creencia en el magnetismo animal malicioso "sigue siendo parte de la doctrina de la Ciencia Cristiana".
En sus últimos años, Eddy aseguraba que 50 000 personas estaban tratando de matarla proyectando hacia ella sus «pensamientos malvados». El psicofarmacólogo Ronald K. Siegel señaló que la adicción a la morfina de Eddy contribuyó al desarrollo de su paranoia.

## Actitud ante la medicina

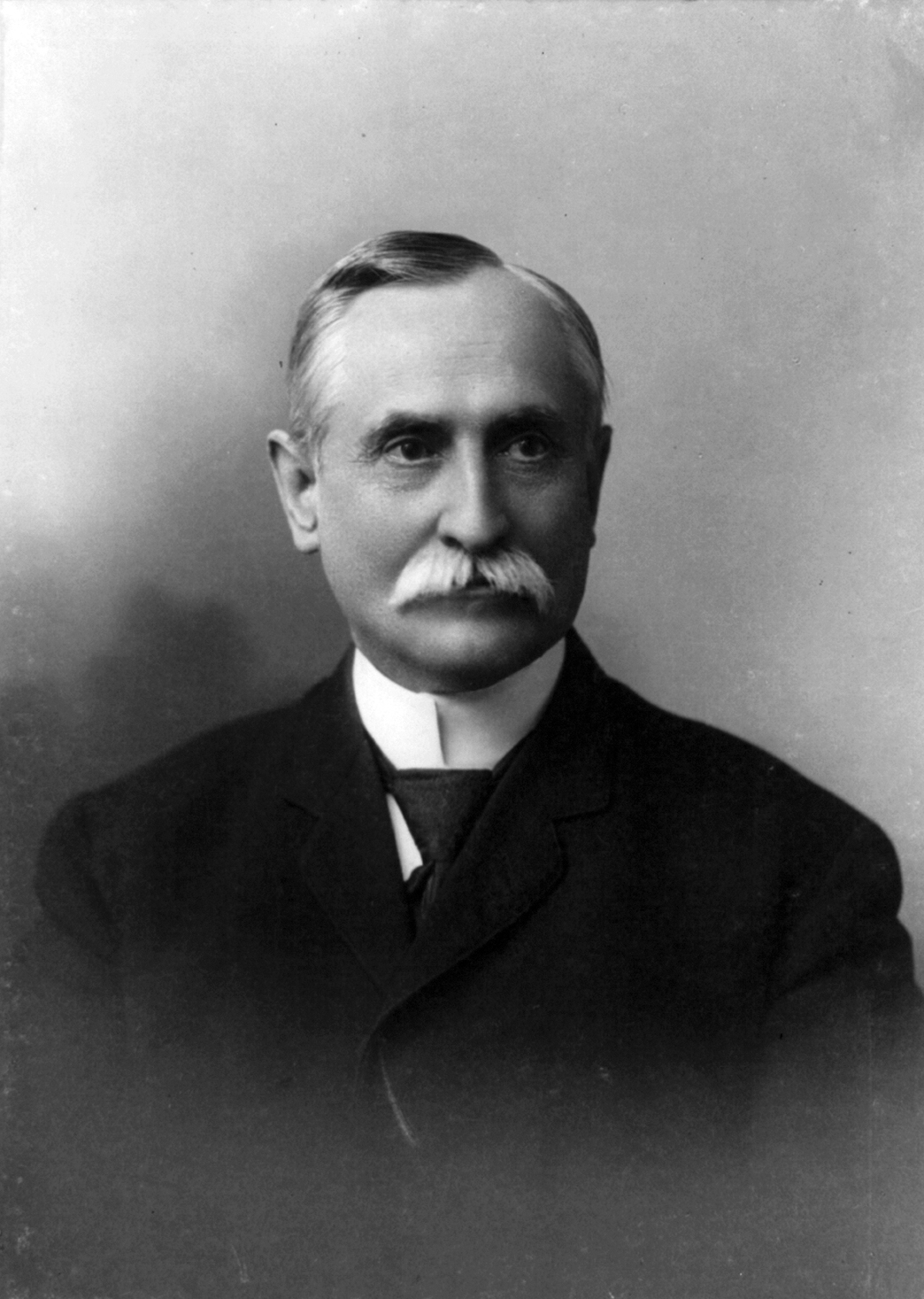
Calvin Frye, secretario personal de Eddy

Un diario mantenido por Calvin Frye, el secretario personal de Eddy, sugería que Eddy experimentaba una dependencia permanente por la morfina. Curiosamente, Eddy le recomendó a su hijo que, en lugar de ir contra la ley del estado, debería vacunar a sus nietos. También pagó una mastectomía para su cuñada. Usó gafas durante varios años, pero acabó prescindiendo de ellas casi por completo.

## Evaluación psicológica
En 1907, en el curso de un caso legal, cuatro psiquiatras entrevistaron a Eddy, que entonces tenía 86 años, para determinar si podía manejar sus propios asuntos, y concluyeron que era capaz de hacerlo. Un artículo de 1907 en el "Journal of the American Medical Association" señaló que Eddy exhibía un comportamiento histérico y psicótico. El psiquiatra Karl Menninger en su libro "La mente humana" (1927) citó los delirios paranoicos de Eddy sobre el magnetismo animal malicioso como un ejemplo de personalidad "esquizoide".

## Muerte

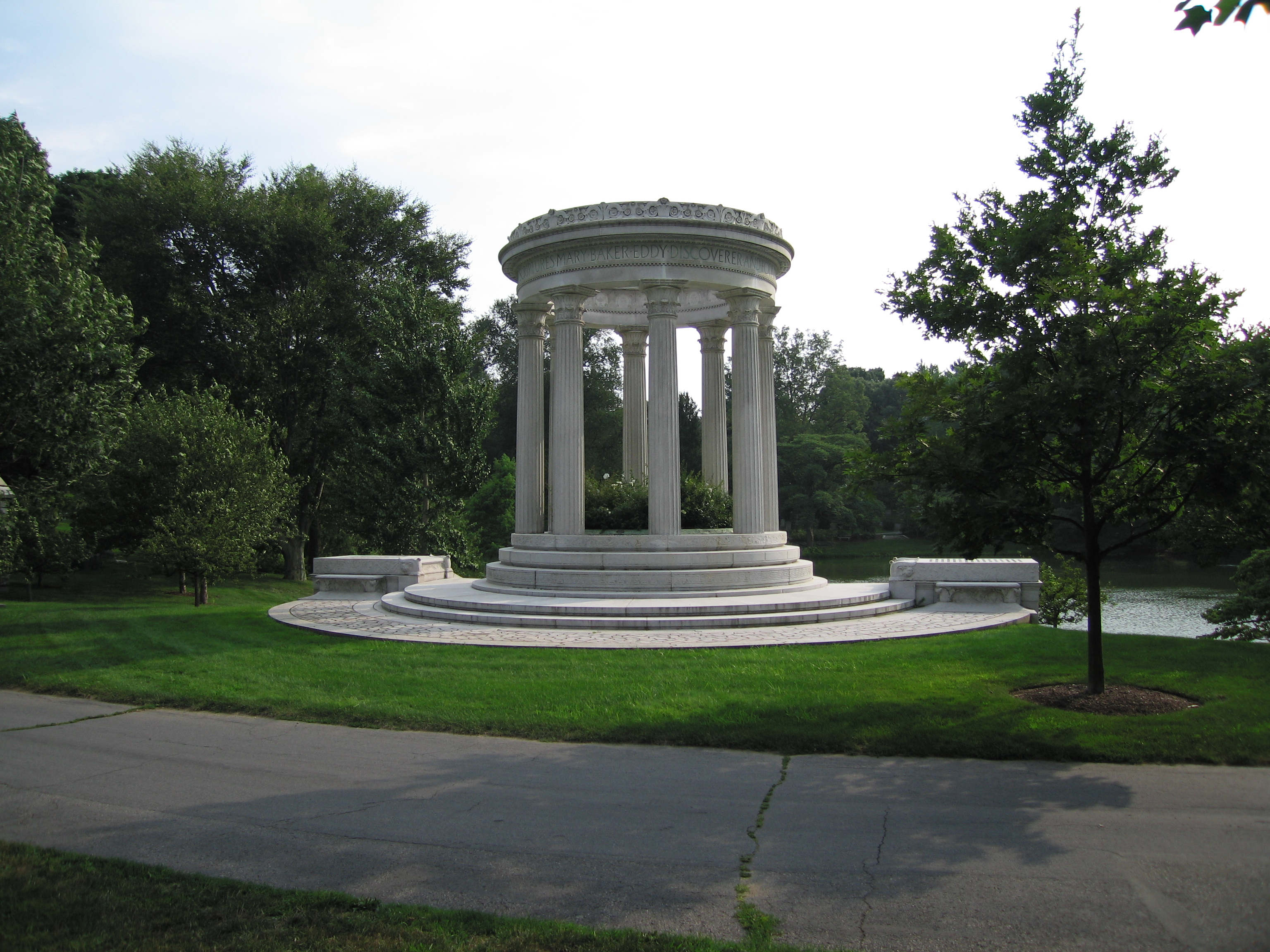
Monumento a Eddy en el cementerio de Mount Auburn

Eddy murió en 1910 en su casa en Chestnut Hill, víctima de una neumonía.

## Legado
La Biblioteca Mary Baker Eddy de Boston, funciona como un museo dedicado a la conservación de los escritos legados por su fundadora.

## Residencias
Varias de las casas de Eddy son propiedad y mantenidas como sitios históricos por el Museo Longyear y pueden ser visitadas (la lista a continuación está organizada por fecha de su ocupación):
- 1855-1860 - Hall's Brook Road, norte Groton (Nuevo Hampshire)
- 1860-1862 - Stinson Lake Road, Rumney (Nuevo Hampshire)
- 1865-1866 - 23 Paradise Road, Swampscott (Massachusetts)[66] X
- 1868,1870-277 Main Street, Amesbury (Massachusetts)
- 1868-1870 - 133 Central Street, Stoughton (Massachusetts)
- 1875-1882 - 8 Broad Street, Lynn (Massachusetts)
- 1889-1892 - 62 North State Street, Concord (Nuevo Hampshire)
- 1908-1910 - 400 Beacon Street, Dupee Estate-Mary Baker Eddy Home, Chestnut Hill, Newton (Massachusetts).

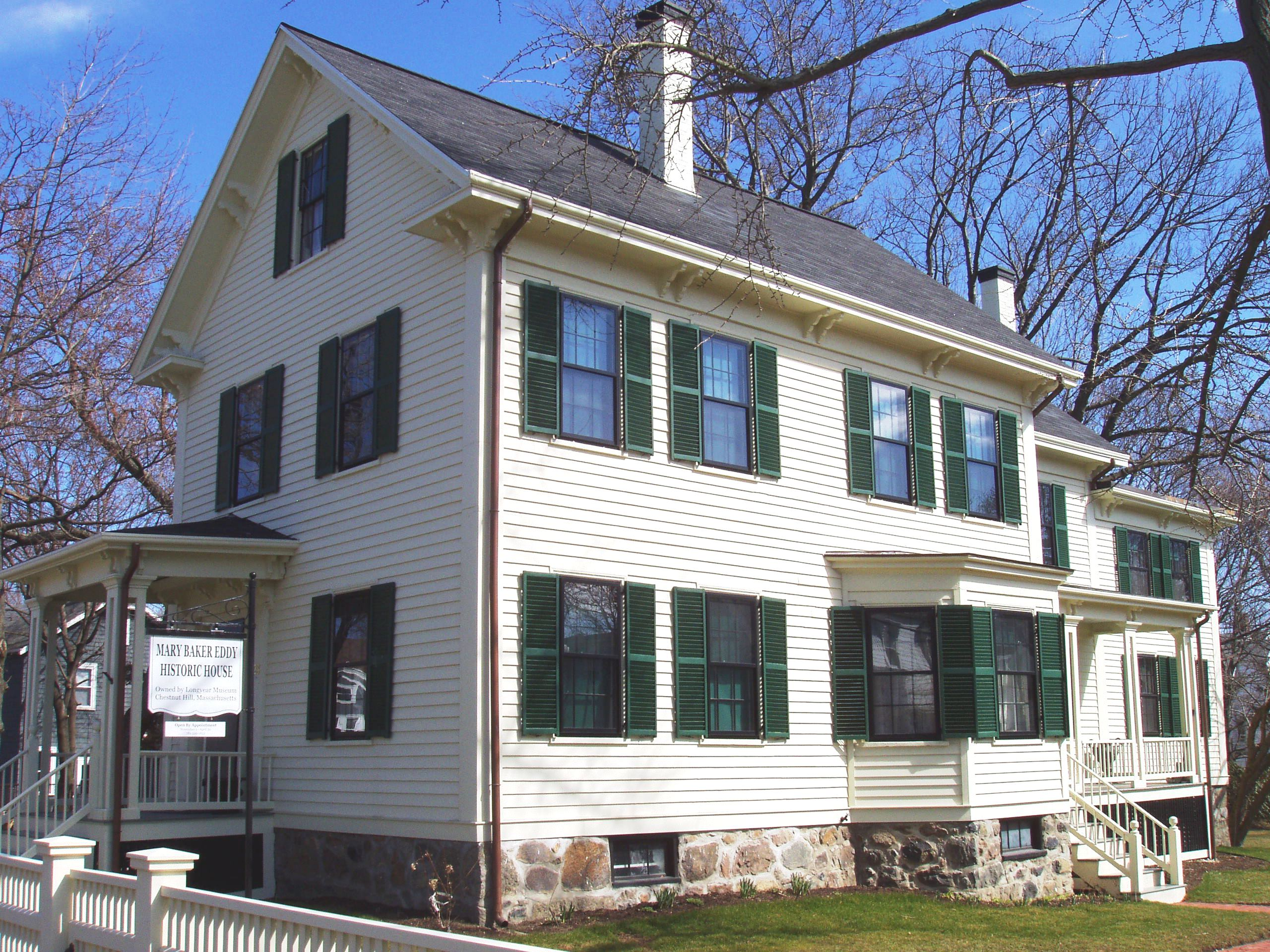
23 Paradise Road, Swampscott (Massachusetts)
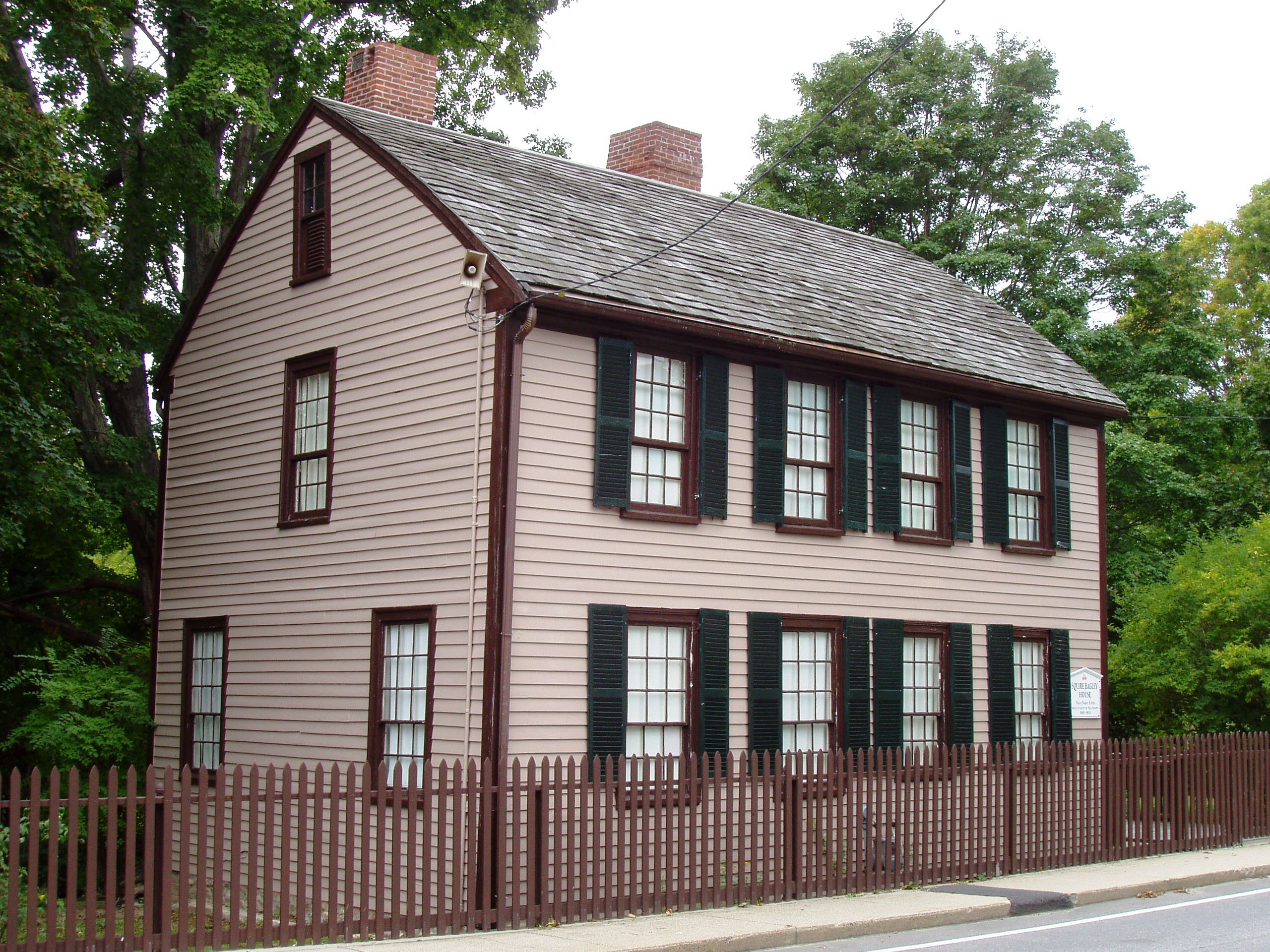
277 Main Street, Amesbury (Massachusetts)
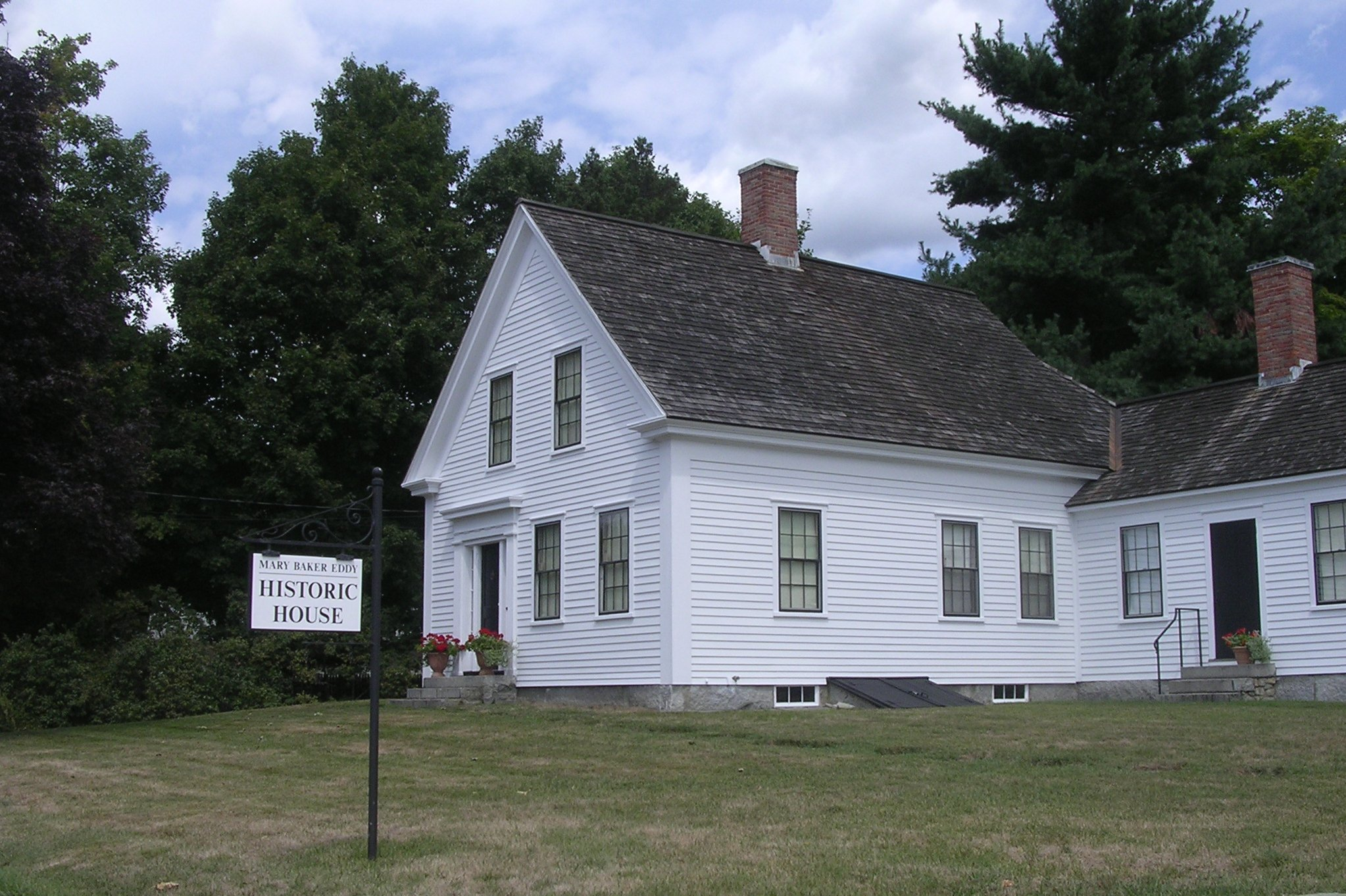
133 Central Street, Stoughton (Massachusetts)
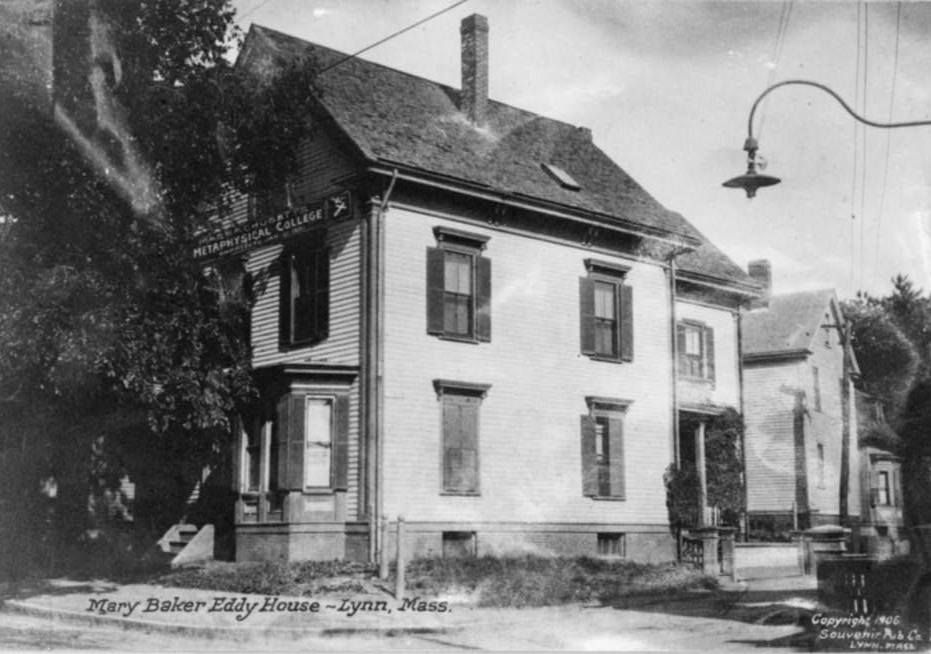
8 Broad Street, Lynn (Massachusetts)
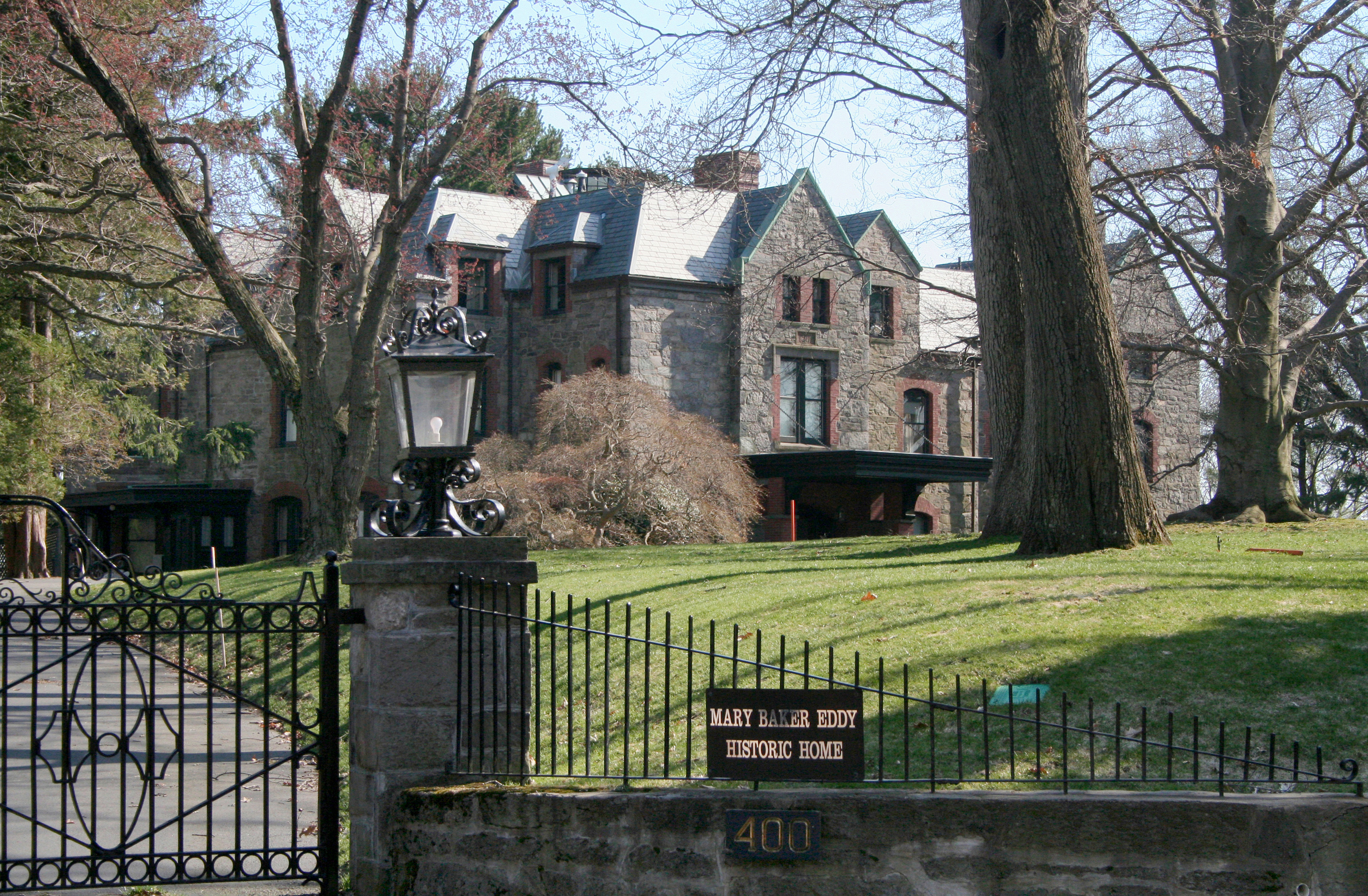
400 Beacon Street, Chestnut Hill, Newton (Massachusetts)

## Reconocimientos
El Salón Femenino de la Fama de Estados Unidos la incluye en 1995 mencionando que "dejó una marca indeleble en la sociedad, la religión y el periodismo".

## Algunas críticas
La Iglesia de la ciencia cristiana promueve un sistema espiritual donde la enfermedad es considerada como no creada por Dios, y por lo tanto, irreal, por lo que la cura de los males del cuerpo se logra a través de una mejor comprensión de Dios, el Espíritu. Muchas personas se formaron en esta escuela y predicaban simplemente a través del habla. Esta idea alcanzó una gran aceptación, por lo que la Iglesia de la ciencia cristiana se convirtió en una de las instituciones económicamente más prósperas de Estados Unidos en el siglo XIX.